# Kasper Povlsen
Kasper Povlsen er en dansk fodboldspiller, der pt. spiller for Vendsyssel FF 
Han kan bruges både i midterforsvaret og på den centrale midtbane.

## Karriere
Povlsen startede sin fodboldkarriere i Dronningborg Boldklub fra Dronningborg, der er en forstad til Randers, hvor han spillede indtil 2003.
Kasper Povlsen scorede sit første mål for AGF den 12. september 2010 i en kamp, som AGF vandt 7-1 over Hvidovre.
Han skiftede til Hobro IK i juni 2015, hvor han skrev under på en toårig kontrakt. Her spillede han frem til kontraktudløb, hvor klubben valgte ikke at forlænge hans kontrakt, da klubben mente, at han havde spillet for lidt i foråret.

## Landsholdskarriere
Han fik sin debut i landsholdssammenhæng den 26. januar 2005, da han startede inde og spillede alle 90 minutter i en international turnering i Portugal med Danmarks U/16-fodboldlandshold.